# ロッシーニ (小惑星)
ロッシーニ (8181 Rossini) は小惑星帯に位置する小惑星である。クリミア天体物理天文台でリュドミーラ・ジュラヴリョーワが発見した。
イタリアの作曲家、ジョアキーノ・ロッシーニから命名された。